# Hyoran
Hyoran, vollständiger Name Hyoran Kauê Dalmoro, (* 25. Mai 1993 in Chapecó) ist ein brasilianischer Fußballspieler. Er wird auf der Position eines offensiven Mittelfeldspielers eingesetzt, alternativ spielt er im rechten oder linken Mittelfeld. Sein spielstarker Fuß ist der rechte.

## Verein
Hyoran startete als Sechsjähriger wie viele Brasilianer zunächst im Futsal. Später durchlief er die fußballerischen Nachwuchsbereiche des Paraná Clube und Coritiba FC, bevor er 2008 in Basiskategorien des SC Corinthians kam. Hier schaffte Hyoran den Sprung in den Profikader kam aber zu keinen Einsätzen. Er wurde daher an den AA Flamengo ausgeliehen, mit welchem er in sieben Spielen der Série A3 der Staatsmeisterschaft von São Paulo antrat. Sein erstes Pflichtspiel bestritt er dabei am 14. März 2012 im Heimspiel gegen den Osvaldo Cruz FC. In dem Spiel wurde er in der 60. Minute eingewechselt.
2013 wechselte Hyoran zu Chapecoense. Hier stand er zunächst wieder im Kader des Nachwuchses. 2014 gelang ihm dann bei dem Klub der Sprung in den Profikader. In dem Jahr bestritt er sein erstes Spiel in der Série A. Am 6. September 2014, dem 19. Spieltag der Série A 2014, traf sein Klub zuhause auf den Goiás EC. In dem Spiel wurde Hyoran in der 87. Minute eingewechselt. In der Saison kamen noch drei weitere Spiele hinzu, einmal davon stand er in der Startelf. In den Folgejahren 2015 und 2016 wurden seine Einsätze zahlreicher, kam aber meist noch von der Reservebank. In der Série A 2016 gelang Hyoran sein erstes Tor in der Série A. Im Heimspiel gegen den CR Flamengo am 26. Mai 2016 erzielte er in der 40. Minute den Treffer zum 1:1-Endstand. 2016 gehörte er zum Kader von Chapecoense der in der Copa Sudamericana 2016 antrat und ins Finale einzog. Hyoran bestritt dabei zwei Spiele (kein Tor). Sein erstes Spiel auf internationaler Klubebene bestritt Hyoran in der zweiten Qualifikationsrunde des Turniers. Im Rückspiel zuhause gegen den Cuiabá EC am 31. August 2016 stand er in der Startelf, musste aber bereits nach 18. Minuten verletzungsbedingt ausgewechselt werden. Bei dem Unglücksflug von LaMia-Flug 2933 mit dem Chapecoense am 28. November 2016 zum Finalhinspiel nach Kolumbien flog und bei dem fast die gesamte Mannschaft des Klubs ums Leben kam, war Hyoran nicht an Bord. Aufgrund einer Verletzung hatte er zuhause bleiben müssen.
Bereits kurz vor dem Unglück hatte Hyoran Anfang November 2016 einen neuen Kontrakt bei der SE Palmeiras unterzeichnet, welcher Wirkung zum Januar 2017 hatte. Der Kontrakt erhielt eine Laufzeit über vier Jahre. Er stand Chapecoense somit nicht mehr für einen Neuaufbau des Teams zur Verfügung. In seiner ersten Saison 2017 kam Hyoran kaum zu Einsätzen. Erst 2018 spielte er häufiger. Bei Palmeiras erzielte er sein erstes Tor in einem internationalen Klubspiel. In der Gruppenphase der Copa Libertadores 2018 traf sein Klub am 3. Mai 2018 auswärts auf Alianza Lima. Nach Vorlage von Moisés traf er in der 32. Minute zum 2:0 (3:1). Im Zuge des zehnten Titelgewinns der nationalen Meisterschaft durch Palmeiras 2018, stand er in 24 von 38 Spielen auf dem Platz, davon 15 in der Startelf, und erzielte drei Tore.
Zur Saison 2020 wurde Hyoran an Atlético Mineiro ausgeliehen. Im Februar 2021 wechselte er dann fest zu Atlético. Der Klub zahlte 7,5 Millionen Real für 50 % der wirtschaftlichen Rechte. Der Vertrag erhielt eine Laufzeit bis Ende 2023. Im Dezember des Jahres konnte er mit dem Klub die brasilianische Meisterschaft 2021 gewinnen. Im selben Monat schloss sich der Erfolg im Copa do Brasil 2021 an. Im Januar 2022 wurde bekannt, dass Hyoran bis zum Ende der Série A 2022 im November des Jahres an Red Bull Bragantino ausgeliehen wurde. 2023 stand er dann wieder im Kader von Atlético Mineiro.
Zur Saison 2024 wechselte Hyoran zum SC Internacional nach Porto Alegre. Der Kontrakt erhielt eine Laufzeit bis Jahresende 2025. Zu Beginn der Saison 2025 wurde er an Sport Recife ausgeliehen. Die Leihe hatte eine Laufzeit bis Jahresende.

## Erfolge
Chapecoense
- Staatsmeisterschaft von Santa Catarina: 2016

Palmeiras
- Campeonato Brasileiro de Futebol: 2018

Atlético Mineiro
- Staatsmeisterschaft von Minas Gerais: 2020, 2021, 2023
- Campeonato Brasileiro de Futebol: 2021
- Copa do Brasil: 2021